# Cyril Marcelin
Cyril Marcelin (ur. 16 maja 1979) – francuski szachista, arcymistrz od 2003 roku.

## Kariera szachowa
W roku 1996 reprezentował Francję w mistrzostwach Europy juniorów do lat 18 rozegranych w Rimavskiej Sobocie. W 1998 zajął III miejsce w Bagneux, natomiast rok później wystąpił w Erywaniu w mistrzostwach świata juniorów do lat 20. W 2000 podzielił I miejsca w otwartym turnieju w Bethune (wraz z Manuelem Apicellą, Dmitrijem Bunzmannem, Andriejem Sokołowem i Jewgienijem Sołożenkinem) oraz w kołowym w Montauban (wraz z Jakowem Murejem i Jeanem-Lukiem Chabanonem). W 2002 zajął II m. (za Glennem Flearem) w Montpellier oraz podzielił II miejsce (za Andrei Istrățescu, wraz z m.in. Arturem Koganem, Borysem Czatałbaszewem, Alexandre Dgebuadze i Walerijem Niewierowem) w Sautron. W 2002 triumfował w Paryżu (turniej NAO-IM) oraz podzielił I miejsce (wraz z m.in. Mladenem Palacem, Robertem Fontaine, Wadimem Małachatko i Michaiłem Brodskim) w Cap d'Agde. W 2004 zwyciężył (wraz z Władimirem Tukmakowem) w turnieju Maîtres vs Espoirs w Lozannie, natomiast w następnym roku podzielił I miejsce (wraz z Alexandrem Wohlem) w Monachium. W 2006 roku podzielił II miejsce (za Suatem Atalikiem, wraz z Janem Werle) w grupie C festiwalu Corus w Wijk aan Zee oraz zajął II miejsce w openie w Monachium.
Najwyższy ranking w dotychczasowej karierze osiągnął 1 lipca 2007 r., z wynikiem 2514 punktów zajmował wówczas 19. miejsce wśród francuskich szachistów.